# Microregione di Cerro Largo
Cerro Largo è una microregione del Rio Grande do Sul in Brasile, appartenente alla mesoregione di Noroeste Rio-Grandense.
È una suddivisione creata puramente per fini statistici, pertanto non è un'entità politica o amministrativa.

## Comuni
È suddivisa in 11 comuni:
- Caibaté
- Campina das Missões
- Cerro Largo
- Guarani das Missões
- Mato Queimado
- Porto Xavier
- Roque Gonzales
- Salvador das Missões
- São Paulo das Missões
- São Pedro do Butiá
- Sete de Setembro